# Llei Concursal
|  | Per a altres significats, vegeu «Concurs de televisió». |

La Llei Concursal o Llei 22/2003 és una llei d'àmbit espanyol que derogà la normativa anterior sobre deutes i unificà els anteriors quatre procediments concursals: fallida, suspensió de pagaments, concurs de creditors i quitament i espera per un de sol, denominat Concurs. Des de l'1 de setembre del 2004 és en vigor, a Espanya, la, de 9 de juliol, Concursal, 